# لوله‌بورگاس
لولبورگاز (به ترکی استانبولی: Lüleburgaz) شهری است در کشور ترکیه که در استان قرقلرایلی واقع شده‌است. جمعیت این شهر بر اساس سرشماری سال ۲۰۰۸ میلادی ۹۸٬۱۲۸ نفر و بر اساس برآوردهای سال ۲۰۰۹ میلادی ۱۰۰٬۷۹۰ نفر می‌باشد.